# 332 km (obwód pskowski)
332 km (ros. 332 км) – przystanek kolejowy w pobliżu miejscowości Gryzawino-2, w rejonie ostrowskim, w obwodzie pskowskim, w Rosji. Położony jest na linii dawnej Kolei Warszawsko-Petersburskiej.